# Esther de Lange
Esther de Lange (n. 19 februarie 1975, Spaubeek⁠(d), Limburg, Țările de Jos) este un om politic neerlandez, membru al Parlamentului European în perioada 2004-2009, 2009-2014 din partea Țărilor de Jos.
1. ↑  Deputații în Parlamentul European